# Simplastrea vesicularis
Espèce
Statut de conservation UICN

 DD  : Données insuffisantes
Statut CITES
Simplastrea vesicularis est une espèce de coraux de la famille des Oculinidae (selon ITIS) ou de la famille des Euphylliidae (selon WoRMS).

## Publication originale
(en) Jan Umbgrove, « Madreporaria from the Bay of Batavia », Zoologische Mededelingen, Leyde, vol. 22,‎ 1939, p. 1–64 (lire en ligne, consulté le 2 mars 2019). 